# Ławeczka Czesława Freudenreicha w Kole
Ławeczka Czesława Freudenreicha w Kole – pomnik w Kole, umieszczony na Skwerze Niepodległości przed siedzibą Starostwa Powiatowego. Pomnik upamiętnia przemysłowca i działacza społecznego, Czesława Freudenreicha.

## Historia
Po raz pierwszy pomysł postawienia w Kole pomnika upamiętniającego Freudenreicha pojawił się w 2015 roku, podczas obrad Społecznej Rady Kultury. Od 2018 roku Stowarzyszenie Budowy Pomnika-Ławeczki Czesława Freudenreicha, we współpracy z Miejskim Domem Kultury w Kole prowadziło zbiórkę pieniędzy na rzecz budowy pomnika–ławeczki upamiętniającej Czesława Freudenreicha. Prezesem stowarzyszenia i pomysłodawcą pomnika była Bożena Gronert-Ubrych. Zbiórka wspierana była m.in. przez Dariusza Matysiaka, lokalnych przedsiębiorców, władze powiatowe oraz, m.in. przez organizacje polonijne w Stanach Zjednoczonych. Pomnik przedstawia opartego o rower Czesława Freudenreicha i fotele kinowe. Nawiązuje do fotografii Freudenreicha z 1900 roku.
Projekt rzeźby stworzył Jacek Dziedziczak, a wykonali ją Jacek Wojciechowski i Krzysztof Wojtukiewicz – nauczyciele Państwowego Liceum Sztuk Plastycznych w Kościelcu. Pomnik odlano w Studio Garstka w Śremie. Pomnik został odsłonięty 1 czerwca 2023 roku – w 150 rocznicę urodzin Czesława Freudenreicha. Odsłonięcie pomnika odbyło się w ramach wyreżyserowanego przez Radomira Pioruna przedstawienia. Aktor grający Czesława Freudenreicha, wraz z aktorami grającymi jego rodzinę, przybył na miejsce w bryczce i odsłonił dedykowaną mu ławeczkę. Aktorami byli członkowie Kolskiego Teatru Otwartego im. Czesława Freudenreicha. Przy ławeczce ustawiona została także tabliczka z kodem QR, który prowadzi do życiorysu Czesława Freudenreicha.
W uroczystości brali udział chórzyści Towarzystwa Śpiewaczo-Muzycznego „Lutnia”, Miejska Orkiestra Dęta OSP w Kole oraz goście, w tym m.in. Dariusz Matysiak, starosta Robert Kropidłowski, burmistrz Krzysztof Witkowski, poseł Leszek Galemba oraz prawnuk Freudenreicha – Tadeusz Freudenreich. 
Po odsłonięciu pomnika w Miejskim Domu Kultury w Kole odbyła się premiera sztuki Grube ryby Michała Bałuckiego, w wykonaniu członków Kolskiego Teatru Otwartego i w reżyserii Anety Piorun. Przedstawienie było nawiązaniem do wyreżyserowanej przez Freudenreicha adaptacji sztuki.